# Ernesto De Curtis
Ernesto De Curtis (* 4. Oktober 1875 in Neapel; † 31. Dezember 1937 ebenda) war ein neapolitanischer Komponist, der für seine Lieder seiner Heimatregion Neapel in Erinnerung geblieben ist. Besonders bekannt ist sein Torna a Surriento, dessen Text von seinem Bruder Giambattista (1860–1926) stammt.

## Werke (Auswahl)
- Amalia, für Singstimme und Klavier, Text: Giambattista De Curtis, Kompositionsjahr: 1902, Uraufführung am 7. September 1902 beim Festa di Piedigrotta in Neapel (Digitalisat beim IMSLP)
- Ave Maria
- I' penzo sempe a te, für Singstimme und Klavier, Text:  A. Genise, Erstveröffentlichung: 1899, Uraufführung am 7. September 1899 beim Festa di Piedigrotta in Neapel (Digitalisat beim IMSLP)
- Il primo amore sei tu
- Non ti scordar di me
- Senza nisciuno
- Torna a Surriento
- Tu, ca nun chiagne?
- Vergiß mein nicht, arr. f. Trompete & Klavier